# Selezione artificiale

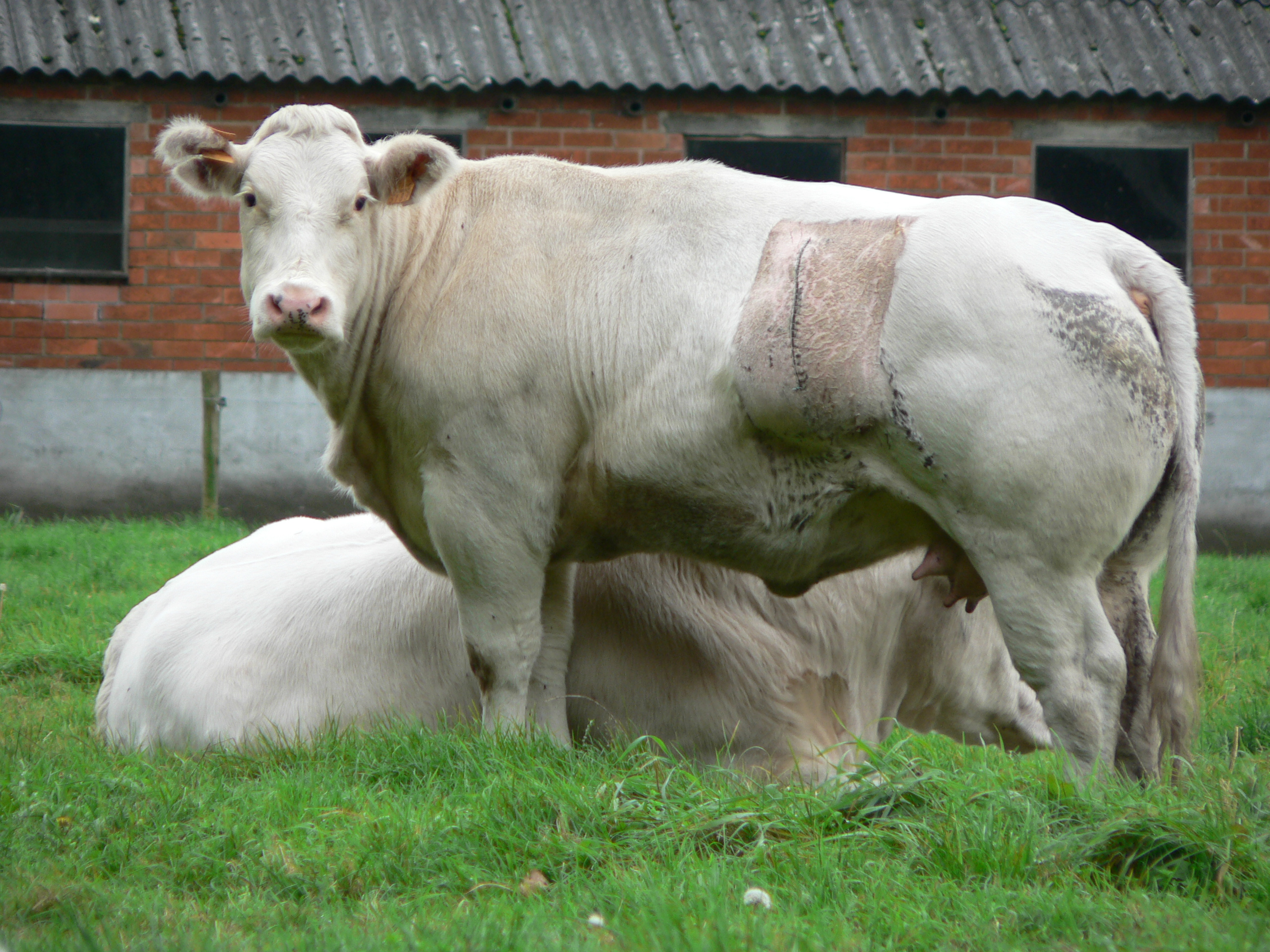
Una vacca blu belga è un esempio di allevamento selettivo (o selezione artificiale): il difetto nel gene della miostatina della razza viene mantenuto attraverso l'incorcio selettivo tra consanguinei (linebreeding) ed è responsabile della crescita accelerata della massa magra.

La selezione artificiale è un metodo esercitato già da tempi molto remoti (operato dagli esseri umani e quindi in contrapposizione alla selezione naturale) con il quale si ottengono nuovi individui basandosi sul fenotipo, cioè sulle caratteristiche visibili esteriormente.
Effettivamente, la selezione artificiale agisce nello stesso modo in cui opera la selezione naturale. La selezione artificiale è stata utilizzata per creare delle nuove razze (soprattutto in agricoltura e allevamento) che avessero delle caratteristiche ritenute migliori rispetto a quelle di partenza. L'uomo è capace di operare cambiamenti negli esseri viventi che lo circondano. Gli è possibile scegliere tori e mucche che producono più carne; li usa come riproduttori, e poiché questa caratteristica (la produzione di carne) è ereditabile, i discendenti la presentano più accentuata. Si tornano a selezionare di nuovo gli individui più favorevoli per il carattere, e si utilizzano come riproduttori per la generazione seguente. Col tempo si cambiano gli organismi nella direzione desiderata, incrementando la caratteristica scelta dall'uomo. Le diverse razze di cani, gatti o piccioni sono state ottenute con il suddetto processo. Lo stesso vale per cultivar di fiori, piante, ortaggi, frutta: al fine di ottenere specie più belle, eleganti, profumate, durature, conservabili, saporite, nutrienti, l'uomo è andato selezionando quelle caratteristiche che ha considerato interessanti. 
In natura, la selezione agisce in quelle varianti che conferiscono un migliore adattamento agli organismi, e che pertanto permetteranno di produrre una migliore discendenza. 
Nella selezione artificiale, le caratteristiche scelte dall'uomo sono a suo proprio beneficio. Molto probabilmente, questi organismi selezionati artificialmente verrebbero selezionati in maniera inversa in natura. Ad esempio, alcune razze di cane selezionate per servire come animali da compagnia, sarebbero poco adatte a vivere in un ambiente naturale.
Lo studio della selezione artificiale è stato uno dei fattori che ha aiutato le teorie evoluzioniste.

## Storia

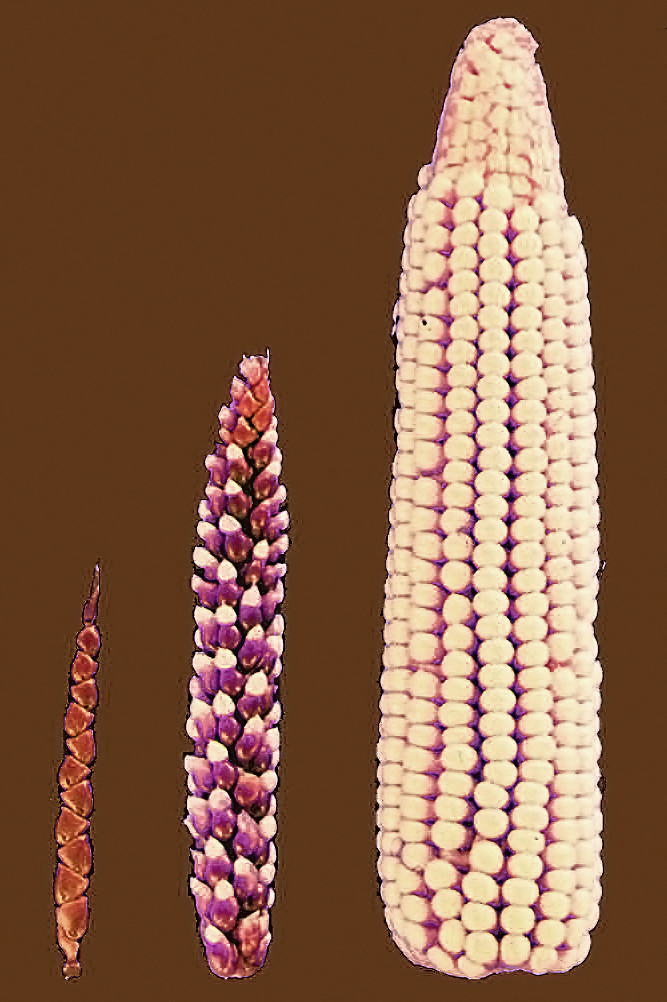
La selezione artificiale ha trasformato i pochi frutti del teosinte (a sinistra) in moderne file di chicchi scoperti nel mais moderno (a destra).

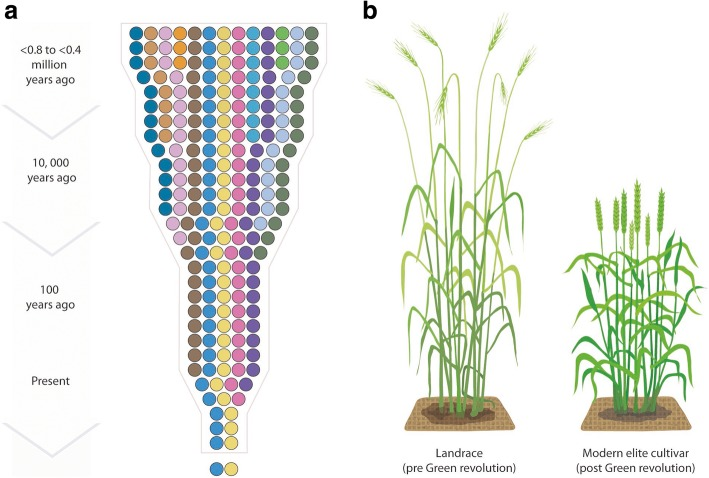
Sviluppo delle colture nel tempo, inclusa a la perdita della diversità attraverso i colli di bottiglia genetici della domesticazione.

L'allevamento selettivo sia di piante che di animali è stato praticato sin dalla preistoria; specie chiave come il grano, il riso e il cane domestico sono ormai significativamente diverse dai loro antenati selvatici da millenni e il mais (Zea mays), che ha richiesto cambiamenti particolarmente importanti dal teosinte (Zea mexicana), la sua forma selvatica, è stato allevato selettivamente in America centrale. L'allevamento selettivo era praticato dagli antichi romani. Trattati risalenti a 2.000 anni fa danno consigli sulla selezione di animali per scopi diversi, e queste opere antiche citano autorità ancora più antiche, come Magone il Cartaginese. La nozione di allevamento selettivo fu successivamente espressa dal persiano Al-Biruni nell'XI secolo, che annotò l'idea nel suo libro intitolato India, nel quale erano inclusi vari esemp:.
(Abu Rayhan Biruni, India)
L'allevamento selettivo venne stabilito come pratica scientifica da Robert Bakewell durante la rivoluzione agricola britannica nel XVIII secolo. Probabilmente, il suo programma di allevamento più importante era con le pecore: usando il bestiame autoctono, fu in grado di selezionare rapidamente pecore grandi, ma con ossatura fine, con lana lunga e lucente. Le pecore Lincoln furono poi migliorate da Bakewell, e sua volta il Lincoln fu usato per sviluppare la razza successiva, chiamata New (o Dishley) Leicester, senza corna e con un corpo quadrato e carnoso con linee superiori dritte.
Queste pecore sono state esportate ampiamente, anche in Australia e Nord America, e hanno contribuito a numerose razze moderne, nonostante siano cadute rapidamente in disgrazia a causa del cambiamento delle preferenze di mercato nella carne e nei tessuti. Le linee di sangue di questi originali New Leicester sopravvivono oggi come Leicester inglese (o Leicester Longwool), che è principalmente conservata per la produzione di lana.
Fu Charles Darwin a coniare il termine "allevamento selettivo" (selective breeding), interessandosi al processo come illustrazione del più ampio processo proposto di selezione naturale, a base della teoria evoluzionistica. Darwin osservò come molti animali e piante addomesticati avessero proprietà speciali, sviluppate mediante allevamento intenzionale di animali e piante da individui che mostravano caratteristiche desiderabili e scoraggiando parimenti l'allevamento di individui con caratteristiche meno desiderabili.
Darwin ha usato il termine "selezione artificiale" (artificial selection) due volte nella prima edizione del 1859 della sua opera L'origine delle specie, nel Capitolo IV: La selezione naturale e nel Capitolo VI: Difficoltà della teoria:
(Charles Darwin, L'origine delle specie, Capitolo 4: la selezione naturale, 1859)
(Charles Darwin, L'origine delle specie, Capitolo VI: Difficoltà della teoria, 1859)